# Sonny Fortune
Sonny Fortune (Filadélfia, Pensilvânia, 19 de maio de 1939 - Nova Iorque, 25 de outubro de 2018) foi um músico, saxofonista, e flautista norte-americano. Ele também toca saxofone soprano, saxofone tenor, saxofone barítono e clarinete.

## Discografia
- Awakening (1975)
- Waves of Dreams (1975)
- With Sound Reason (1979)
- Four In One (1994)
- From Now On (1996)
- In the Spirit of John Coltrane (2000)